# Ghawarna
Els ghawarna són els membres d'un grup ètnic de la diàspora africana que han viscut a la vall del riu Jordà, a Jordània durant centenars d'anys. Són el principal grup dels afrojordans. Els ghawarna es refereixen als àrabs negres que habiten en el vall del riu Jordà.
Hi ha fonts que afirmen que els ghawarna són un dels pobles originaris de la regió de l'actual Jordània juntament amb els circassians i els txetxens. S'han ajuntat amb els beduïns al llarg del temps i són considerats com una tribu beduina.
A banda dels ghawarna, a Jordània hi ha altres grups d'origen africà. Per exemple entre el 1948 i el 1967 van arribar refugiats afropalestins de la vall del riu Jordà degut a les guerres àrabo-israelís.

## Geografia
La regió fronterera amb Cisjordània d'Al-Ghor és poblada per àrabs negres que no es troben a la resta del país. Thaddeus Bell afirma que els ghoranis afirmen que tenen la pell més fosca que la resta dels jordans per causes mediambientals, ja que el seu territori és molt més calorós que altres zones del país.
A la regió de Deir'Alla hi havia quatre clans ghawarna: els Salim, els Zayat, els Jaber i els Naser.
Els ghawarna viuen en aldees rurals de la vall del riu Jordà i a la zona de la mar Morta. Al poble de Ghawr Al-Mazraa, al su d'Al-Ghawr la majoria de la seva població de 14.600 són ghawarna.

## Història i orígens
No es coneixen els orígens exactes dels ghawarna. Hi ha qui els considera com a habitants originaris de la vall del riu Jordà que s'han casat amb afrodescendents que van arribar a Ghor en diversos moments de la història. A la vall del riu Jordà es van introduir esclaus durant les dinasties aiúbida (1187-1260) i malmúkida (1260-1517) per a treballar a les plantacions de sucre.
A partir del segle xvi van arribar esclaus africans a la zona de l'actual Jordània per tres rutes: esclaus obtinguts a Egipte a través de Palestina, abissinis via Xipre o Istambul i somalis comprats per peregrins musulmans a Hijaz. Als segles xix i xx hi havia esclaus negres que servien com a patges, guàrdies i poetes de líders tribals. Els otomans van intentar prohibir el comerç d'esclaus però no ho aconseguiren a la vall del Jordà. El 1929 fou prohibida l'esclavitud de manera oficial a la Transjordània, però va continuar existint fins després de la Segona Guerra Mundial.
Abans de l'emancipació hi va haver esclaus que es van manumitir i que es van casar amb els ghawarna i van reclamar que pertanyien a la tribu ghawarna. Això, però, no significava necessàriament una millora social, ja que els gawarna eren tractats pitjor que els esclaus. A la dècada de 1970 alguns ghawarna distingien els antics esclaus del seu mateix grup. En aquesta època molts encara es referien a si mateixos com ahrar (lliures) o abid (esclaus).

## Sociologia i estatus social
Els ghawarma, tinguessin o no avantpassats esclaus, tenien un estatus social superior als pagesos egipcis i els refugiats palestins, que eren vistos com a estrangers. A la vall del Jordà les aficiacions de clan, tribu o aldea han constituït les diferències socials. Per exemp la tribu ghawarna de Mashalkha és considerada d'un estatus social superior pels de la tribu Abbadi, tot i que també siguin negres. Els mashalkha no han estat agricultors i són considerats com autèntics beduins. Els ghawarna de la zona de la mar Morta reclamen que provenen del llinatge beduí i es consideren musulmans, àrabs i jordans, tot i que la resta dels jordans no els consideren així i no han pogut assolir el poder polític dels Mashalkha.
Els diferents clans dels ghawarna tenen un estatus social diferent. Els Hurr es consideren el poble amb un estatus social més alt. Aquest estatus estava marcat per les terres que ocupaven.

## Identitat, racisme i prejudicis
Els ghawarna pateixen racisme anti-negre, tant a nivell individual (prejudicis) com institucional (discriminació). Moltes vegades els ghawarna experimenten prejudicis en funció de si s'assemblen físicament als jordans o als africans. La negritud d'una persona ve marcada pel color de la seva pell i la textura dels seus cabells. Les dones i les nenes pateixen més els prejudicis i la discriminació. Moltes dones s'intenten blanquejar la pell per a esdevenir més atractives per la resta dels jordans, que no accepten de bon grat que els seus fills o filles es casin amb persones negres.
Els jordans anomenen asmar als negres i abiad als blancs. Abans els negres eren anomenats abd (esclaus), un terme molt pejoratiu. Els estereotips que tenen els jordans sobre els negres inclouen que són adeptes als esports, permissius sexualment, divertits, musicals, poètics i mandrosos. Molts d'aquests estereotips recorden l'esclavitud dels seus avantpassats.
A banda dels prejudicis individuals, els ghawarna, com la resta dels afrojordans són discriminats ja que hi ha un racisme estructural al país que es posa en evidència en la perpetuació de les injustícies socials, politiques i econòmiques. La pobresa dels ghawarna en part es deu al fet que van ser desposseïts de les seves terres al llarg del segle xx. Quan les seves terres foren irrigades, mercaders i tribus més poderoses van adquirir les seves terres, moltes vegades de manera injusta per un sistema de deutes de peonatge o fins i tot els van robar.

## Religió i costums d'origen africà
Els ghawarna són musulmans. Ells no tenen pràctiques espirituals amb esperits o sants negres que són comuns entre altres islàmics de la diàspora africana. Tampoc es refereixen a Bilal ibn Rabah com el seu avantpassat ni adoren a sants africans. En general, les seves pràctiques religioses són semblants a la de la resta de la gent que habita al sud de la vall del Jordà. Tot i això, es poden veure especificitats en les pràctiques dels ghawarna en els rituals de curació, la celebració del Ramadà i les tradicions del matrimoni en les que es pot veure la tradició d'origen africà.
Molts ghawarna, com altres musulmans del món, creuen que el mal d'ull és el causant de moltes malalties, sobretot dels nens. Molts musulmans de l'Orient Mitjà utilitzen amulets i recitacions de l'Alcorà per a protegir-se'n. La sal, l'encens i l'alumini també són utilitzats per això. Al poble de Ghor al-Mazra'a hi ha unes roques de sal úniques que serveixen per a protegir els nens contra el mal d'ull. Dones de Ghor al-Mazra'a utilitzen l'alumini per a curar malalties i problemes com la infertilitat o l'engany del marit. Aquestes visiten una shaykha, una musulmana especialista en curar i adivinació. Aquestes pràctiques solen ser femenines i es fan en un entorn privat i domèstic i han estat molt criticades per reformadors musulmans. Durant el Ramadà les famílies i els amics passen el temps junts. Es menja en comunitat, sobretot molts dolços i pastissos. En algunes zones de Ghor al-Mazra'a i Ghor el-Safi les costums estan molt interrelacionades amb les pràctiques religioses. Les dones de la vall del Jordà es cobreixen els seus cabells en públic i no són ben vistes si porten pantalons o samarretes, com a ala resta d'Orient Mitjà. Al matrimoni és on es percep més la barreja entre la cultura religiosa i no religiosa. Aquestes pràctiques solen ser femenines i es fan en un entorn privat i domèstic i han estat molt criticades per reformadors musulmans.
El matrimoni és una relació contractual que obliga tant al marit com a la muller com a tot el món islàmic, però els rituals del matrimoni segueix costums locals; són molt més elaborats que la simple signatura d'un contracte i sol durar entre tres dies i unan setmana i hi participen molts familiars i veïns. Durant el casament a vegades els homes ballen junts amb les dones. Els invitats porten regals per ajudar a costejar el banquet i la família de l'esposa porta menjar a la casa de la família del marit. La família de l'esposa proveeix a la nova parella amb béns per a la nova llar i la família del marit dona el mahr (regals, normalment joies) a l'esposa i els compren o arreglen la casa; si no els poden pagar una casa nova, els arreglen una habitació a la seva pròpia casa. La família de la muller li guarda els diners o joies per si s'acaba divorciant.
En molts casaments de la vall del Jordà s'hi balla el hafla, un ball en línia que té passos molt complicats. Aquest ball s'ha convertit en un símbol de la identitat cultural palestina. Els millors balladors de hagla solen ser negres, sobretot afropalestins. Segons Mauro Van Aken, la majoria dels balladors són joves negres que tenen un estatus social positiu en aquesta labor que contrasta en l'estigmatització negativa que pateixen en la seva vida diària. Aquests ballarins creen un espai en el que els negres són els líders, imposen ordre i exciten a les dones en un entorn en el que s'intercanvien les jerarquies racials. Tot i això, com que a vegades ballen juntament amb les dones en un entorn límit respecte les nocions conservadores dels islàmics, reafirmen els estereotips que tenen els jordans sobre la moral dels negres, que qüestionen la moralitat d'aquesta costum. Per als balladors, però, fer-ho de la millor manera possible és una forma de seguir la xaria, que ell dansa com a devoció a Déu i consideren que la crítica al seu ball és una forma de racisme anti-negre.

### Genètica i fenotip
Els ghawarna conformen un subgrup jordà que són aïllats genèticament, relacionats amb africans negres més que no pas amb els mediterranis orientals. Fins i tot tenen més homogeneïtat genètica superior a la d'altres grups africans, sobretot de l'Àfrica Subsahariana. Com altres grups afrodescendents, els ghawarna tenen un factor de risc més elevat de patir malalties cardiovasculars degut a la hipertensió.